# کنوت لیم

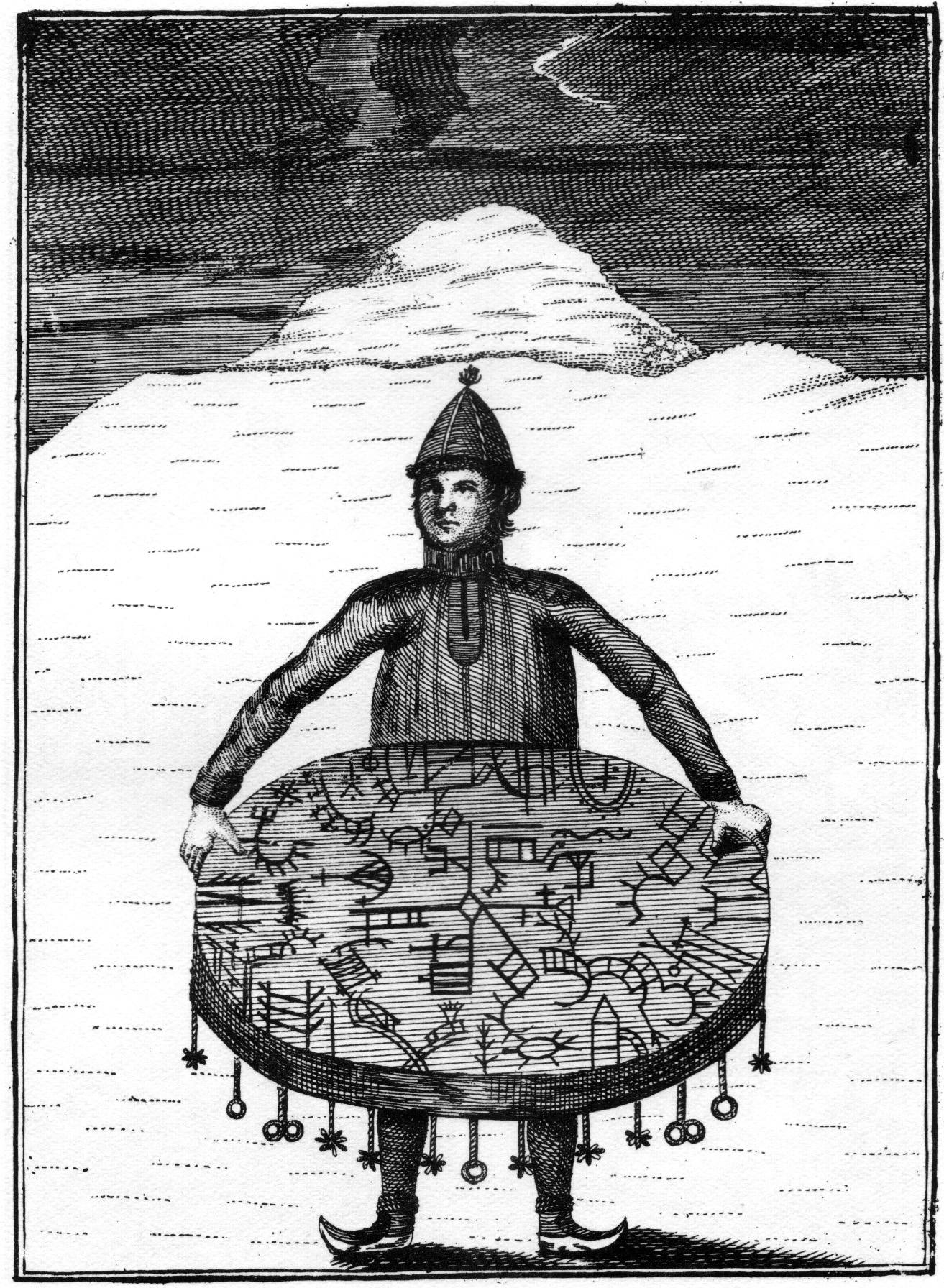
نوآیدی سامی با طبل سامی (meavrresgárri) که برای پیشگویی رونیک استفاده می‌شود. تصاویر چاپ شده از صفحات مسی توسط او. اچ. فون لود در فلورانس، پس از نقاشی‌هایی که کنوت لیم برای Beskrivelse over Finnmarkens Lapper (۱۷۶۷) کشیده بود

کنوت لیم (انگلیسی: Knud Leem; ۱۳ فوریهٔ ۱۶۹۷ – ۲۷ فوریهٔ ۱۷۷۴) زبان‌شناس، و مبلغ مذهبی اهل نروژ بود که بیشتر به خاطر کارش با مردم سامی و زبان‌های سامی (اورالی) شناخته می‌شود.

## زندگینامه
کنوت لیم در شهرداری هارام در موره او رومسدال، نروژ از کشیش نیلز کنودسون لیم و همسرش آن دنیلزداتر بوگه متولد شد. لیم تحصیلات الهیات را در دانشگاه کپنهاگ در سال ۱۷۱۳ آغاز کرد و دو سال بعد در سن ۱۸ سالگی مدرک الهیات خود را دریافت کرد. او تا سال ۱۷۲۵ به عنوان معلم و دستیار کشیشان ارشدتر کار می‌کرد تا اینکه به عنوان مبلغ مذهبی برای سامی‌ها در شهرستان پورسانگر مشغول به کار شد. در سال ۱۷۲۵ به جنوب نروژ بازگشت و در آنجا به عنوان کشیش در کلیسای آوالدسنس منصوب شد. او در سال ۱۷۲۸ به عنوان جانشین کشیش در کلیسای آلتا در فینمارک منصوب شد. لیم از سال ۱۷۵۲ تا زمان مرگش در سال ۱۷۷۴، ریاست سمیناریم لاپونیکوم فردریکیانوم را در شهر تروندهایم بر عهده داشت.

## مطالعات سامی
در سمیناریوم لاپونیکوم، کنوت لیم توسط آندرس پورسانگر در کار خود بر روی یک فرهنگ لغت سامی یاری می‌شد. لیم اولین بار مطالعه زبان‌شناسی سامی را با انتشار یک کتاب دستور زبان در سال ۱۷۴۸ آغاز کرد. بین سال‌های ۱۷۵۶ تا ۱۷۶۸، او دو فرهنگ لغت منتشر کرد. او همچنین «Lexicon Lapponicum Bipartituma» (۱۷۶۸–۱۷۸۱) را تولید کرد که یک واژگان چندزبانه از و به زبان سامی به و از دانمارکی و لاتین بود.
کتاب دستور زبان لیم بینشی نسبت به زبان سامی نشان می‌دهد که در بسیاری از کتاب‌های دستور زبان دیگر در همان دوران وجود نداشت. لیم از طبقه‌بندی صرفی کاملاً مشابه آنچه امروزه استفاده می‌شود استفاده می‌کند. او همچنین در مورد درجه‌بندی صامت اظهار نظر کرد، اما بیشتر به عنوان یک گرایش تا به عنوان یک قاعده.

## اثر توپوگرافی
مهمترین اثر توپوگرافی کنوت لیم، «Beskrivelse over Finmarkens Lapper deres Tungemaal, Levemaade og forrige Afgudsdyrkelse» (۱۷۶۷)، با نظرات اسقف جان ارنست گونروس و یک مطالعه تاریخی-مذهبی بزرگ نوشته شده توسط اریک یوهان یسن-شاردبول (۱۷۰۵-۱۷۸۳)، که بازرس کل کلیسای دانمارک بود، ارائه شد. لیم، هم به دانمارکی و هم به لاتین، زندگی و معیشت جمعیت سامی معاصر، پوشاک، لباس و پوشش، غذا و آشپزی، شکار، ماهیگیری و تجهیزات ورزشی، نوآیدی و باورهای عامیانه را شرح داد. مطالب مصور غنی، اما در بسیاری از موارد تحریف‌شده، ارزش اسناد مربوط به فرهنگ سامی‌های کهن را افزایش می‌دهد، در عین حال این کتاب از جمله مهم‌ترین آثار توپوگرافی منتشر شده در کشورهای شمال اروپا در قرن هجدهم است.